# Камиллери, Андреа
Андре́а Кало́джеро Камилле́ри (итал. Andrea Calogero Camilleri, 6 сентября 1925, Порто-Эмпедокле, провинция Агридженто, Сицилия — 17 июля 2019, Рим) — итальянский писатель, поэт, драматург, сценарист, режиссёр.

## Биография

### Ранние годы
Родился 6 сентября 1925 года в Порто-Эмпедокле на Сицилии в семье потомственных торговцев серой. Сын Джузеппе Камиллери, активного фашиста, участника уличных стычек с коммунистами и Марша на Рим, лидера фашистского союза Порто-Эмпедокле, инспектора по трудовым вопросам всех портов южного побережья Сицилии, а с началом в 1943 году американской оккупации — руководителя государственной Сицилийской транспортной компании (AST).
С 1939 по 1943 год Андреа Камиллери учился в классическом лицее Агридженто (ранее был быстро исключён из католической школы, поскольку бросил яйцо в распятие) и окончил его без экзаменов ввиду высадки союзников на Сицилии и начала боевых действий. Некоторое время он потратил на путешествие по острову пешком или в немецких и итальянских армейских грузовиках, время от времени попадая под обстрелы. В 1944 году поступил на филологический факультет университета, но не окончил его. Вступил в Коммунистическую партию и с 1945 года начал печатать рассказы и стихи, с 1948 по 1950 год учился в Национальной академии драматического искусства имени Сильвио Д’Амико.

### Карьера в театре и на RAI
В 1953 году начал карьеру театрального режиссёра, предпочитая работать с пьесами Артюра Адамова, Сэмюэля Беккета и Луиджи Пиранделло. С 1958 по 1988 год занимался постановками на радио и телевидении, будучи сотрудником вещательной корпорации RAI (в 1954 году он уже подавал заявление, прошёл устный и письменный экзамен, но не был принят на работу — по мнению самого Камиллери, из-за его коммунистических убеждений). В 1953 году, готовясь к своей первой театральной постановке, Камиллери познакомился со своей будущей женой Розеттой делло Сиеста, в 1957 году она стала его секретарём, и они поженились. В 1958 году родилась их старшая дочь Андреина, в 1960 — Элизабетта, а в 1963 — младшая, Мариолина (правда, в тот период Камиллери мало времени уделял семье, работая в театрах разных городов — в частности, когда родилась Андреина, он находился в Бари). В первый период работы на RAI Камиллери был занят только на радио, в 1961 году перешёл на телевизионный канал и начал работать на вновь созданном втором канале, где занялся постановкой телеспектаклей — в частности, с 1964 года инсценировал детективные романы Жоржа Сименона. С 1974 по 1990 год преподавал в Национальной академии драматического искусства (откуда его исключили как студента), с 1958 по 1968 — в Экспериментальном центре кинематографии. 
В 1978 году опубликовал свой первый роман Il corso delle cose, который написал ещё в 1967—1968 годах, но долго не мог найти издателя. В 1986 году стал очевидцем мафиозной перестрелки в одном из кафе Порто-Эмпедокле, во время которой погибли шесть человек, и признавался позднее, что из-за полученной тогда психологической травмы не может смотреть американские боевики. За время своей работы на RAI Камиллери поставил в качестве режиссёра около 1300 радиопрограмм, 120 пьес, 80 телефильмов и неустановленное количество телевизионных программ.

### Литературный успех
В 1992 году в издательстве Sellerio вышел из печати роман «Сезон охоты» (La Stagione della caccia), и Камиллери, в возрасте уже 67 лет, впервые был замечен читателями и критикой.
В 1994 году увидел свет роман «Форма воды» (La forma dell’acqua) — первый в серии о комиссаре полиции Сальво Монтальбано, которая создала своему автору международную славу. Имя для главного персонажа Камиллери позаимствовал у своего друга, испанского журналиста и писателя Мануэля Васкеса Монтальбана.
Романы и рассказы о Монтальбано, действие которых происходит в вымышленном городке Вигата на Сицилии, в 2004 году были включены издательством Arnoldo Mondadori Editore в его классическую издательскую серию I Meridiani, а позднее были экранизированы на телевидении, где образ главного героя воплотил Лука Дзингаретти. Тем не менее, Монтальбано не стал единственным героем своего автора. В 2001 году опубликован роман «Король Джирдженти» (Il re di Girgenti), действие которого происходит в XVII веке (Джирдженти — устаревшее название Агридженто), затем увидела свет трилогия фантастики: «Маруцца Музумечи» (Maruzza Musumeci, 2007), «Будочник» (Il casellante, 2008) и «Бубенчик» (Il sonaglio, 2009). В 2009 году издан роман о движении гарибальдийцев «Тройная жизнь Микеле Спарачино» (La tripla vita di Michele Sparacino), в 2010 — роман о Сицилии фашистского периода «Внук Негуса» (Il nipote del Negus) и триллер, действие которого развивается в современном Милане — «Прерывистость» (L’intermittenza). В первом десятилетии XXI века также увидела свет серия романов о великих художниках: «Цвет солнца» о Караваджо (Il colore del sole, 2007), «Вуччирия» о Ренато Гуттузо (La Vucciria, 2008) и «Украденное небо» о Ренуаре (Il cielo rubato, 2009).
В период празднования своего девяностолетия в 2015 году писатель пообещал продолжить серию романов о Монтальбано.
В июле 2020 года опубликован последний роман в серии о Монтальбано — «Riccardino», о котором Камиллери в интервью газете la Repubblica в 2006 году сказал, что отдал его в издательство с условием, что он будет опубликован лишь когда «мой альцгеймер станет необратимым».

## Язык
Примечательной особенностью языка произведений Камиллери является широкое использование сицилийского диалекта. Итальянский писатель Карло Лукарелли вспоминал, как, впервые взявшись за роман Камиллери в поезде, тут же позвонил своей издательнице Эльвире Селлерио (именно она публиковала Камиллери), и сказал, что ей следовало бы разместить в книге рядом с оригиналом перевод текста на итальянский язык. Однако, буквально со второй страницы вдруг обнаружил, что вполне свободно может читать и «по-камиллерийски». Подобный литературный приём, не обязательно связанный именно с Сицилией, но с использованием любых диалектизмов в итальянской литературе, со временем стали называть «cammilerismo».

## Актёр
В 1999 году на экраны вышел детективный кинофильм Рокко Мортеллити La strategia della maschera («Стратегия маски»), в котором Камиллери сыграл роль археолога. Впервые он снялся в 1989 году в роли второго плана во втором фильме телевизионного сериала Guerra di spie («Шпионская война») — Quel treno da Vienna («Тот поезд из Вены») вместе с Жаном Рошфором.

## Убеждения

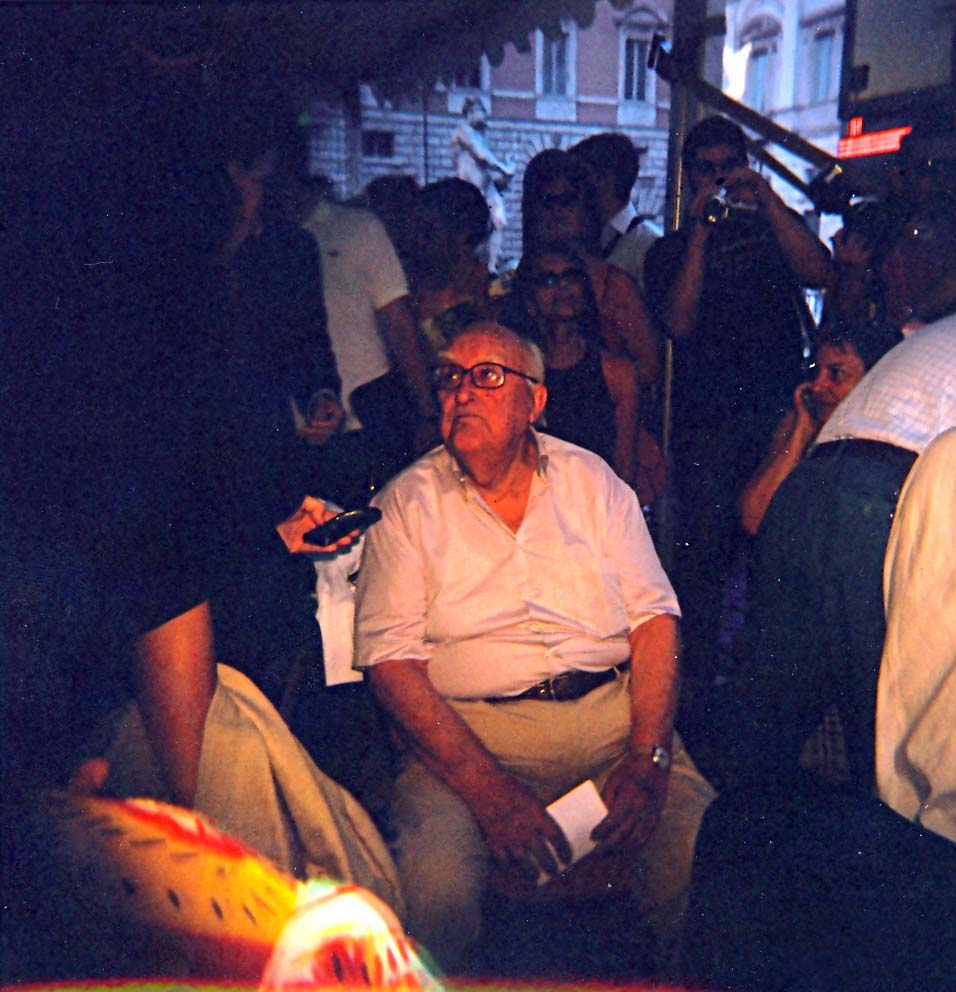
Камиллери на «No Cav Day» 8 июля 2008 года.

8 июля 2008 года на пьяцца Навона в Риме состоялась манифестация протеста (так называемый «No Cav Day»), с участием Италии ценностей, а также представителей Демократической партии, Партии коммунистического возрождения, партии итальянских коммунистов и «зелёных». Основной целью демонстрации стал протест против законодательных инициатив четвёртого правительства Берлускони в области реформирования системы правосудия, в которых манифестанты увидели угрозу демократии. Андреа Камиллери декламировал там с трибуны пять из своих так называемых «Хамских стихов» (Poesie incivili).
В 2009 году Камиллери и главный редактор журнала MicroMega Паоло Флорес Д’Аркаис вели переговоры с Антонио Ди Пьетро о создании блока их «беспартийного списка» с «Италией ценностей» для участия в европейских выборах, но в марте того же года было объявлено об их провале.
В марте 2013 года Камиллери наряду с несколькими другими деятелями культуры и науки, в том числе Дарио Фо, Франкой Раме, Маргеритой Хак и Барбарой Спинелли, инициировал сбор подписей под требованием запретить Берлускони членство в Сенате на основании закона № 361 от 1957 года.
21 февраля 2016 года Камиллери вместе с большой группой итальянских деятелей культуры подписал обращение депутатам парламента с призывом поддержать законопроект о признании гражданских союзов.

## Награды
Указом президента Италии от 2 июня 1996 года Андреа Камиллери награждён серебряной медалью «За вклад в развитие культуры и искусства», а указом от 23 января 2003 года — званием Великого офицера ордена «За заслуги перед Итальянской Республикой».

## Болезнь и смерть
17 июня 2019 года после сердечного приступа доставлен в римскую больницу Святого Духа и помещён в отделение реанимации.
Скончался 17 июля 2019 года. Похоронен на Римском некатолическом кладбище.

### Книги
- «Постоянные театры[комм. 2] в Италии (1898—1918)» (it:I teatri stabili in Italia (1898-1918), Bologna, Cappelli, 1959).
- «Ход вещей» (it:Il corso delle cose, Poggibonsi, Lalli, 1978).
- «Столб дыма» (it:Un filo di fumo, Milano, Garzanti, 1980).
- «Забытая бойня» (it:La strage dimenticata, Palermo, Sellerio, 1984).
- «Сезон охоты» (it:La stagione della caccia, Palermo, Sellerio, 1992).
- «Пузырь компоненды[комм. 3]» (it:La bolla di componenda, Palermo, Sellerio, 1993).
- «Пивовар из „Престона“»(it:Il birraio di Preston, Palermo, Sellerio, 1995. ISBN 88-389-1098-7).
- «Игра мотылька» (it:Il gioco della mosca, Palermo, Sellerio, 1995. ISBN 88-389-1193-2).
- «Установка телефона»[комм. 4] (it:La concessione del telefono, Palermo, Sellerio, 1995. ISBN 88-389-1344-7). Премия Общества читателей, Лукка-Рим (Premio Società dei Lettori, Lucca-Roma)
- «Ход конём» (it:La mossa del cavallo, Milano, Rizzoli, 1999. ISBN 88-17-86083-2).
- «Исчезновение Пато» (it:La scomparsa di Patò, Milano, A. Mondadori, 2000. ISBN 88-04-48412-8).
- «Биография обменённого сына»[комм. 5] (it:Biografia del figlio cambiato, Milano, Rizzoli, 2000. ISBN 88-17-86612-1).
- «Сказка заката» (it:Favole del tramonto, Roma, Edizioni dell’Altana, 2000. ISBN 88-86772-22-X).
- «Повседневные рассказы»[комм. 6] (it:Racconti quotidiani, Pistoia, Libreria dell’Orso, 2001. ISBN 88-900411-4-5).
- «Капельки Сицилии», сборник рассказов (it:Gocce di Sicilia, Roma, Edizioni dell’Altana, 2001. ISBN 88-86772-08-4).
- «Король Джирдженти» (it:Il re di Girgenti, Palermo, Sellerio, 2001. ISBN 88-389-1668-3).
- «Рассказанные слова. Маленький словарь театральных терминов» (it:Le parole raccontate. Piccolo dizionario dei termini teatrali, Milano, Rizzoli, 2001. ISBN 88-17-86888-4).
- «Зонт Ноя. Воспоминания и беседы о театре» (it:L'ombrello di Noè. Memorie e conversazioni sul teatro, Milano, Rizzoli, 2002. ISBN 88-17-87011-0).
- «Линии на ладони. Андреа Камиллери рассказывает о себе Саверио Лодато[итал.]» (it:La linea della palma. Saverio Lodato fa raccontare Andrea Camilleri, Milano, Rizzoli, 2002. ISBN 88-17-87050-1).
- «Расследования комиссара Коллура» (it:Le inchieste del commissario Collura, Pistoia, Libreria dell’Orso, 2002. ISBN 88-7415-002-4).
- «Взятие Мэкэле» (it:La presa di Macallè, Palermo, Sellerio, 2003. ISBN 88-389-1896-1).
- «Театр» (Teatro, con Giuseppe Dipasquale, Siracusa, Lombardi, 2003. ISBN 88-7260-130-4).
- «Лишённый названия» (it:Privo di titolo, Palermo, Sellerio, 2005. ISBN 88-389-2030-3).
- «Медальон» (Il medaglione, Milano, Oscar Mondadori, 2005. ISBN 88-04-55027-9).
- Сборник рассказов Камиллери и Жака Казота «Дьявол. Искуситель. Влюблённый» (it:Il diavolo. Tentatore. Innamorato, Roma, Donzelli, 2005. ISBN 88-7989-960-0).
- «Слишком неясные» (Troppi equivoci, in Crimini, Torino, Einaudi, 2005. ISBN 88-06-17576-9).
- «Пансион „Ева“» (it:La pensione Eva, Milano, Mondadori, 2006. ISBN 88-04-55434-7).
- «Я рассказываю вам о Монтальбано. Интервью» (it:Vi racconto Montalbano. Interviste, Roma, Datanews, 2006. ISBN 88-7981-302-1).
- «Избранные страницы Луиджи Пиранделло» (it:Pagine scelte di Luigi Pirandello, Milano, BUR, 2007. ISBN 88-17-01488-5).
- «Цвет солнца» (it:Il colore del sole, Milano, Mondadori, 2007. ISBN 978-88-04-56207-8).
- «Овцы и пастырь» (it:Le pecore e il pastore, Palermo, Sellerio, 2007. ISBN 88-389-2203-9).
- Издание под видом новеллы якобы Боккаччо, не включённой им в Декамерон: «Новелла Антонелло из Палермо» (it:La novella di Antonello da Palermo. Una novella che non poté entrare nel Decamerone, Napoli, Guida, 2007. ISBN 978-88-6042-260-6).
- «Вы не знаете. Друзья, враги, мафия, мир в записках Бернардо Провенцано» (it:Voi non sapete. Gli amici, i nemici, la mafia, il mondo nei pizzini di Bernardo Provenzano, Milano, Mondadori, 2007. ISBN 978-88-04-57511-5).
- «Маруцца Музумечи» (it:Maruzza Musumeci, Palermo, Sellerio, 2007. ISBN 88-389-2248-9).
- «Взгляд и память: Порто-Эмпедокле 1950» (it:L'occhio e la memoria: Porto Empedocle 1950, con Italo Insolera, Roma, Palombi, 2007. ISBN 978-88-6060-089-9).
- «Серое платье» (it:Il tailleur grigio, Milano, Mondadori, 2008. ISBN 978-88-04-57355-5).
- «Будочник» (it:Il casellante, Palermo, Sellerio, 2008. ISBN 88-389-2302-7).
- «Вуччирия» (it:La Vucciria, Milano, Skira, 2008. ISBN 978-88-6130-515-1).
- «Тройная жизнь Микеле Спарачино» (it:La tripla vita di Michele Sparacino, Milano, Corriere della Sera, 2008; Milano, Rizzoli, 2009. ISBN 978-88-17-03161-5).
- «Одна суббота с друзьями» (it:Un sabato, con gli amici, Milano, Mondadori, 2009. ISBN 978-88-04-58613-5).
- «Бубенчик» (it:Il sonaglio, Palermo, Sellerio, 2009. ISBN 88-389-2356-6).
- «Человек силён» (L’uomo è forte, in Articolo 1. Racconti sul lavoro, Palermo, Sellerio, 2009. ISBN 88-389-2384-1).
- «Украденное небо» (it:Il cielo rubato. Dossier Renoir, Milano, Skira, 2009. ISBN 978-88-572-0200-6).
- «Ридзальята[комм. 7]» (it:La rizzagliata, Palermo, Sellerio, 2009. ISBN 88-389-2436-8). Первое издание на итальянском языке романа «Смерть Амалии Сачердоте» (La muerte de Amalia Sacerdote), изначально опубликованного на испанском и удостоенного Premio Internacional de Novela Negra.
- В соавторстве с Саверио Лодато: «Итальянская зима. Гневные хроники 2008—2009» (it:Un inverno italiano. Cronache con rabbia 2008-2009, con Saverio Lodato, Milano, Chiarelettere, 2009. ISBN 978-88-6190-088-2).
- «Достопочтенный сицилианец. Парламентские запросы Леонардо Шаша» (it:Un onorevole siciliano. Le interpellanze parlamentari di Leonardo Sciascia, Milano, Bompiani, 2009. ISBN 978-88-452-6351-4).
- В сотрудничестве с Джузеппе Дипаскуале. Перевод на мессинский диалект сицилийского языка пьесы Шекспира «Много шума из ничего» (it:Troppu trafficu ppi nenti, con Giuseppe Dipasquale, Siracusa, Lombardi, 2009).
- «Внук Негуса» (it:Il nipote del Negus, Palermo, Sellerio, 2010. ISBN 88-389-2453-8).
- «Прерывистость» (it:L'intermittenza, Milano, Mondadori, 2010. ISBN 978-88-04-59842-8).
- В соавторстве с Саверио Лодато: «На нашу голову. Гневные хроники 2009—2010» (it:Di testa nostra. Cronache con rabbia 2009-2010, con Saverio Lodato, Milano, Chiarelettere, 2010. ISBN 978-88-6190-119-3).
- «Монета Акрагаса»[комм. 8] (it:La moneta di Akragas, Milano, Skira, 2010. ISBN 978-88-572-0741-4).
- Сборник рассказов «Большой цирк Таддеев и другие рассказы о Вигате» (it:Gran Circo Taddei e altre storie di Vigàta, Palermo, Sellerio, 2011. ISBN 88-389-2546-1).
- «Секта ангелов» (it:La setta degli angeli, Palermo, Sellerio, 2011. ISBN 88-389-2589-5).
- «Табличка» (it:La targa, Milano, RCS Quotidiani, 2011).
- «Привидения» (it:I fantasmi, Milano, Dieci dicembre, 2011).
- Рассказ «Судья Сурра» для сборника «Судьи» (Il giudice Surra, in Giudici, Torino, Einaudi, 2011. ISBN 978-88-06-20597-3).
- «Дьявол, разумеется» (it:Il diavolo, certamente, Milano, Mondadori, 2012. ISBN 978-88-04-61775-4).
- Сборник рассказов «Королева Померании и другие рассказы о Вигате» (it:La Regina di Pomerania e altre storie di Vigàta, Palermo, Sellerio, 2012. ISBN 88-389-2641-7).
- «В лабиринте» (it:Dentro il labirinto, Milano, Skira, 2012. ISBN 978-88-572-1228-9).
- «Всёмоё» (it:Il tuttomio, Milano, Mondadori, 2013. ISBN 978-88-04-62455-4).
- «Обращение Луны» ( it:La rivoluzione della luna, Palermo, Sellerio, 2013. ISBN 88-389-3014-7).
- Сборник рассказов, эссе и статей «Как я думаю. Некоторые вещи у меня в голове» (it:Come la penso. [Alcune cose che ho dentro la testa], Milano, Chiarelettere, 2013. ISBN 978-88-6190-442-2).
- «Магария» (Magaria, Milano, Mondadori, 2013. ISBN 978-88-04-63202-3).
- «Банда Сакко» (it:La banda Sacco, Palermo, Sellerio, 2013. ISBN 88-389-3107-0).
- «Рассказы Нене» (I racconti di Nené, Milano, Melampo, 2013. ISBN 978-88-89533-99-4).
- «Существо желания» (La creatura del desiderio, Milano, Skira, 2013. ISBN 978-88-572-2189-2).
- «Преследуя тень» (Inseguendo un’ombra, Palermo, Sellerio, 2014. ISBN 88-389-3169-0).
- «Женщины» (Donne, Milano, Rizzoli, 2014. ISBN 978-88-17-07719-4).
- «Связь» (it:La relazione, Milano, Mondadori, 2014. ISBN 978-88-04-64954-0).
- «Картина чудес. Тексты для театра, радио, музыки, кино» (Il quadro delle meraviglie. Scritti per teatro, radio, musica, cinema, Palermo, Sellerio, 2015 ISBN 88-389-3292-1).
- «Летающие викингессы и другие истории любви в Вигате» (Le vichinghe volanti e altre storie d’amore a Vigàta, Palermo, Sellerio, 2015. ISBN 88-389-3417-7).
- «Определённые моменты» (it:Certi momenti, Milano, Chiarelettere, 2015. ISBN 978-88-6190-7638).
- «Не прикасайся ко мне»[комм. 9] (Noli me tangere, Milano, Mondadori, 2016. ISBN 978-88-0466-1870).
- Сборник рассказов «„Семейная часовня“ и другие рассказы о Вигате» («La cappella di famiglia» e altre storie di Vigàta, Palrmo, Sellerio, 2016).

### Серия о Монтальбано
- «Форма воды»[комм. 10] (it:La forma dell'acqua, Palermo, Sellerio, 1994. ISBN 88-389-1017-0).
- «Терракотовый пёс»[комм. 11] (it:Il cane di terracotta, Palermo, Sellerio, 1996. ISBN 88-389-1226-2. (Premio Letterario Chianti)
- «Похититель школьных завтраков»[комм. 12] (it:Il ladro di merendine, Palermo, Sellerio, 1996. ISBN 88-389-1319-6).
- «Голос скрипки»"[комм. 13] (it:La voce del violino, Palermo, Sellerio, 1997. ISBN 88-389-1405-2).
- «Месяц с Монтальбано» (it:Un mese con Montalbano, Milano, Mondadori, 1998. ISBN 88-04-44465-7. (racconti)
- «Апельсинчики Монтальбано» (it:Gli arancini di Montalbano, Milano, Mondadori, 1999. ISBN 88-04-46972-2. (racconti)
- «Пятнадцать дней с Монтальбано» (it:Quindici giorni con Montalbano, a cura di Antonella Italia e Enrico Saravalle, Milano, A. Mondadori scuola, 1999. ISBN 88-247-1271-1).
- «Поездка в Тиндари» (it:La gita a Tindari, Palermo, Sellerio, 1997. ISBN 88-389-1574-1).
- «Запах ночи» (L’odore della notte, Palermo, Sellerio, 2001. ISBN 88-389-1729-9).
- Сборник рассказов «Страх Монтальбано» (it:La paura di Montalbano, Milano, Mondadori, 2002. ISBN 88-04-50694-6).
- «Рассказы о Монтальбано» (it:Storie di Montalbano, a cura e con un saggio di Mauro Novelli, Milano, A. Mondadori, 2002. ISBN 88-04-50427-7).
- «Поворот удава» (it:Il giro di boa, Palermo, Sellerio, 2001. ISBN 88-389-1860-0).
- «Терпение паука» (it:La pazienza del ragno, Palermo, Sellerio, 2004. ISBN 88-389-1998-4).
- Сборник рассказов «Первое расследование Монтальбано» (it:La prima indagine di Montalbano, Milano, Mondadori, 2004. ISBN 88-04-52983-0).
- «Бумажная Луна» (it:La luna di carta, Palermo, Sellerio, 2005. ISBN 88-389-2054-0).
- «Августовский зной» (it:La vampa d'agosto, Palermo, Sellerio, 2006. ISBN 88-389-2144-X).
- «Крылья сфинкса» (it:Le ali della sfinge, Palermo, Sellerio, 2006. ISBN 88-389-2161-X).
- «Песчаная дорожка» (it:La pista di sabbia, Palermo, Sellerio, 2007. ISBN 88-389-2216-0).
- «Поле гончара» (it:Il campo del vasaio, Palermo, Sellerio, 2008. ISBN 88-389-2285-3).
- «Возраст сомнения» (it:L'età del dubbio, Palermo, Sellerio, 2008. ISBN 88-389-2333-7).
- «Рассказы о Монтальбано» (it:Racconti di Montalbano, Milano, Oscar Mondadori, 2008. ISBN 978-88-04-58272-4).
- «Пляска чайки» (it:La danza del gabbiano, Palermo, Sellerio, 2009. ISBN 88-389-2385-X). Premio Letterario Cesare Pavese.
- «Охота за сокровищем» (it:La caccia al tesoro, Palermo, Sellerio, 2010. ISBN 88-389-2478-3).
- В соавторстве с Карло Лукарелли: «Вода во рту» (Acqua in bocca, con it:Carlo Lucarelli, Roma, Minimum fax, 2010. ISBN 978-88-7521-278-0).
- «Улыбка Анжелики» (it:Il sorriso di Angelica, Palermo, Sellerio, 2010. ISBN 88-389-2528-3).
- «Игра зеркал» (it:Il gioco degli specchi, Palermo, Sellerio, 2010. ISBN 88-389-2563-1).
- «Лезвие света» (it:Una lama di luce, Palermo, Sellerio, 2012. ISBN 88-389-2705-7).
- «Голос ночи» (it:Una voce di notte, Palermo, Sellerio, 2012. ISBN 88-389-2762-6).
- «Особый ужин» (Una cena speciale, in it:Capodanno in giallo, Palermo, Sellerio, 2012. ISBN 88-389-2816-9).
- «Гнездо гадюки» (it:Un covo di vipere, Palermo, Sellerio, 2013. ISBN 88-389-3053-8).
- «Ночи Феррагосто» (Notte di Ferragosto, in it:Ferragosto in giallo, Palermo, Sellerio, 2013. ISBN 88-389-3074-0).
- «Пирамида грязи» (it:La piramide di fango, Palermo, Sellerio, 2014. ISBN 88-389-3191-7).
- Сборник рассказов «Смерть в море и другие расследования молодого Монтальбано» (it:Morte in mare aperto e altre indagini del giovane Montalbano, Palermo, Sellerio, 2014. ISBN 88-389-3253-0).
- «Карусель ошибок» (it:La giostra degli scambi, Palermo, Sellerio, 2015. ISBN 88-389-3344-8).
- «Другой конец нити» (it:L'altro capo del filo, Palermo, Sellerio, 2016. ISBN 978-88-389-3516-9).
- «Защитная сеть» (it:La rete di protezione, Palermo, Sellerio, 2017, ISBN 978-88-38-93655-5).
- «Носок с подарками Бефаны» в сборнике «Год детективов» (La calza della befana, in Un anno in giallo, Palermo, Sellerio, 2017).
- «Метод Каталанотти» (it:Il metodo Catalanotti, Palermo, Sellerio, 2018, ISBN 978-88-389-3796-5).
- «Риккардино» (Riccardino, Palermo, Sellerio, 2020, ISBN 978-88-389-4075-0)

### Аудиокниги
- «Камиллери читает Монтальбано» (Camilleri legge Montalbano, con 2 CD, Milano, Mondadori, 2002. ISBN 88-04-50974-0).
- «Столб дыма» в исполнении Фьорелло (Un filo di fumo, letto da Fiorello, con CD, Roma, Full color sound, 2006. ISBN 88-7846-010-9).
- «Внук Негуса» (Il nipote del Negus, con 5 CD, Palermo, Sellerio, 2010. ISBN 88-389-2465-1).